# 조선민주주의인민공화국 외무성
외무성(外務省, Ministry of Foreign Affairs)은 조선민주주의인민공화국의 중앙 행정기관이다.

## 상세
외교 정책의 수립 및 시행, 조약 기타 국제 협정에 관한 사무 관장, 재외국민의 보호 지원, 문화협력 및 대외공보 사무 관장, 국제사정 조사 및 이민사무를 관장한다. 평양시 중구역 중성동에 위치해 있다.
조직 체계에 있어서, 한 명의 상과 일곱 명의 부상이 있으며, 때로는 제1부상직을 병행하고 있다. 제1부상을 제외하고, 각 지역국에서 한명씩 부상을 두고 있다. 순수하게 외교 및 영사 업무만 담당하고 있으며, 비슷한 맥락의 업무인 대외 경제 관련 외교 정책의 수립 시행 및 종합 조정은 대외경제위원장이, 무역 및 외국과의 통상과 통상 교섭 업무는 무역상이 관장한다. 무역 관련 업무는 장관급인 대외경제위원장, 무역상을 따로 두며, 이들은 각각 대외경제위원회 및 무역성에서 활동한다.
폐쇄적인 북한에서 가장 대외적으로 잘 알려진 부서이기도 하다. 특히 해외공관에 상주하는 북한 외교관들은 현지 언론에 노출되거나, 인터뷰, 그리고 국제회의 참석 등을 통해서 모습을 보인다. 이들은 북한의 외교정책의 당위성을 강조하거나, 국제사회 및 남한의 다양한 문제 제기에 대하여 대응하는 주요 업무를 수행한다.

## 연혁
- 1948년: 외무성 설치

## 조직

### 기능 중심 산하 국
- 보도국
- 영사국
- 조약법규국
- 의례국
- 국제기구국

### 기타 주요부서들
- 보도국
- 령사조약법규국(영사조약법규국)
- 의례국
- 국제기구국
- 경제협조국

### 재외 공관 담당
- 아시아1국[3] - 박명호
- 아시아2국[4] - 박상길[5]
- 유럽1국[6] - 김정규[7]
- 유럽2국[8] - 김선경
- 북아메리카국[9] - 김은철
- 아프리카, 아랍, 라틴아메리카국[10] - 허용복

### 산하 연구소
- 군축 및 평화연구소
- 미국연구소
- 일본연구소

### 후원 민간 단체
- 조중민간교류촉진협회
- 조미민간교류협회
- 조선-캐나다 협조사
- 조일교류협회
- 조선-유럽협회
- 국제경제 및 기술교류촉진협회

## 역대 상, 부상

### 역대 외무장관
1기
- 1대 박헌영 (1948년 9월 2일 - 1953년 8월 2일)
- 2대 남일 (1953년 8월 2일 - 1957년 9월 9일)

2기
- 허담 (1970년 11월 18일 - 1972년 7월 20일)

#### 역대 외교상
1기
- 허담 (1977년 12월 8일 - 1983년 12월 8일)

2기
- 리수용 (2009년 9월 9일 - 2010년 4월 8일)
- 박의춘 (2010년 4월 8일 - 2014년 4월 9일)

#### 역대 외무상
1기
- 3대 남일 (1957년 9월 9일 ~ 1959년 10월 11일)
- 4대 이상조 (1959년 10월 11일 ~ 1959년 10월 25일)
- 5대 박성철 (1959년 10월 25일 ~ 1962년 10월 22일)
- 6대 이상조 (1962년 10월 23일 ∼ 1967년 12월 16일)
- 7대 박성철 (1967년 12월 16일 ∼ 1970년 7월 8일)
- 8대 허담 (1970년 7월 8일 ~ 1970년 11월 18일)

2기
- 허담 (1972년 7월 20일 - 1977년 12월 8일)

3기
- 김영남 (1983년 12월 8일 - 1998년 9월 1일)
- 백남순 (1998년 9월 1일 ~ 2007년 1월 3일)
- 강석주(직무대리) (2007년 1월 3일 - 2007년 5월 18일)
- 박의춘 (2007년 5월 18일 - 2009년 4월 9일)

4기
- 리수용 (2014년 4월 9일 - 2016년 5월 9일)
- 리용호 (2016년 5월 9일 - 2019년 12월 29일)
- 리선권 (2019년 12월 29일 - 2022년 6월 10일)
- 최선희 (2022년 6월 10일 - 현직)

### 외무성 부상
1기
- 주영하 : 1948년 9월 2일 ~ 1948년 9월 9일

2기
- 박길룡 : 1948년 9월 2일 ~ 1948년 9월 9일

3기
- 박성철 - 1956년 10월 11일 ~ 1959년 10월 22일
- 황태성 - 1959년 10월 22일 ~ 1960년 2월 21일
- 계응태(桂應泰) - 1960년 2월 21일 ~ 1961년 12월 21일, 무역촉진위 부위원장으로 전출
- 권희경(權熙京) - 1965년 ~ 1970년
- 권희경(權熙京) - 1971년 ~ 1972년 1월, 주쏘련 대사관 대사로 전출

4기
- 김계관 - 1998년 9월 1일 ~ 2000년 3월 23일
- 궁석웅 - 2000년 3월 23일 ~ 2001년 1월 11일
- 김계관 - 2001년 1월 11일 ~ 2003년 1월 16일
- 박길련 - 2003년 1월 16일 ~ 2003년 3월 27일
- 강석주 - 2003년 3월 27일 ~ 2009년 3월 26일
- 최수헌 - 2009년 3월 26일 ~ 2009년 8월 27일
- 김영일 - 2009년 8월 27일 ~ 2010년 3월 2일
- 강석주 - 2010년 3월 2일 ~ 2010년 9월 15일
- 김형준 - 2010년 9월 15일 ~ 2013년 2월 5일
- 신홍철 - 2013년 2월 5일 ~ 2014년 2월 5일
- 강석주 - 2014년 2월 5일 ~ 2015년 2월 15일, 방글라데시 주재 대사 역임
- 신홍철 - 2015년 2월 15일 ~ 2015년 9월 16일
- 리용호 - 2015년 9월 16일 ~ 2016년 5월 9일
- 김계관 - 2016년 5월 9일 ~ 2019년 4월 25일
- 최선희 - 2019년 4월 25일 ~ 2022년 6월 10일
- 공석

#### 외무성 수석부상
1기
- 김책 : 1948년 9월 9일 ~ 1950년 5월 2일
- 황태성 : 1950년 5월 2일 ~ 1956년 10월 11일

#### 외무성 차석부상
1기
- 리강국 : 1948년 9월 9일 ~ 1953년 8월 5일
- 박길룡 : 1953년 8월 5일 ~ 1956년 10월 11일

2기
- 강석주 - 1998년 9월 1일 ~ 2010년 9월 15일

#### 역대 외무성 제1부상
1기
- 강석주 - 1984년 3월 22일 ~ 1986년 7월 24일
- 최수헌 - 1986년 7월 24일 ~ 1987년 7월 8일

2기
- 최수헌 - 1989년 7월 6일 ~ 1990년 4월 17일
- 송호경 - 1990년 4월 17일 ~ 1992년 1월 9일
- 최수헌 - 1992년 1월 9일 ~ 1992년 8월 5일
- 송호경 - 1992년 8월 5일 ~ 1995년 1월 5일, 주캄보디아 대사관 대사 전출
- 김계관 - 1995년 1월 5일 ~ 1998년 9월 1일

#### 역대 외무성 제2부상
1기
- 송호경 - 1984년 3월 22일 ~ 1987년 7월 8일

2기
- 강석주 - 1989년 7월 6일 ~ 1998년 9월 1일

## 같이 보기
- 조선민주주의인민공화국의 재외공관 목록
- 조선민주주의인민공화국 주재 외국공관 목록